# 金银湖停车场
金银湖停车场是武汉地铁6号线的配套停车场，停车场位于6号线线路北端，东西湖区金山大道以北、环湖路以西，接轨于金银湖公园站。东西长约800米，南北宽约105米，占地面积约6.60公顷。金银湖停车场作为6号线辅助停车场，承担6号线部分车辆的停放、车辆清洗等工作，规模可停放16列车。

## 图片
- 接触网
- 金银湖停车场出入库线